# エドワード・コルストン (ウェルズ選挙区の庶民院議員)
エドワード・コルストン（英語: Edward Colston、1672年以降 – 1719年4月5日）は、グレートブリテン王国の庶民院議員。トーリー党所属。奴隷商人で同名のエドワード・コルストンは伯父にあたる。

## 生涯
ロバート・コルストン(Robert Colston)とアン・ウォーターズ（Ann Waters、ロバート・ウォーターズの娘）の息子として生まれた。ロンドンで商業を生業とした。
1705年イングランド総選挙でブリストル選挙区から出馬、同名の伯父エドワード・コルストンも支持を表明したが、結局落選している。このとき、伯父がまず出馬を求められたが辞退したため、代わりに甥のほうが出馬したとされる。1708年イギリス総選挙ではウェルズ選挙区の現職2名が1人は不出馬、1人はカウンティ選挙区のサマセット選挙区に鞍替えしたため、コルストンがトーリー党候補として出馬して、無投票で当選した。議会では1709年から1710年にかけての会期にヘンリー・サシェヴェレルの弾劾に反対票を投じ、1711年にスペイン継承戦争の講和に賛成、1713年6月にフランスとの通商法案に賛成票を投じた。1713年イギリス総選挙に出馬せず、議員を退任した。
1719年4月5日に死去、ブリストルの諸聖人教会に埋葬された。

## 家族
1704年8月4日にメアリー・ド・バート（Mary De Bert、1733年没）と結婚、1女をもうけた。
- サラ（1721年1月没[4]） - 1720年5月、奴隷商人のエドワード・コルストン（父の伯父にあたる）の相続人に指名されたが、彼に先立って死去した[1]